# 노른어
노른어(Norn)는 스코틀랜드 북부의 셰틀랜드 제도와 오크니 제도에서 쓰이던 노르드어 계통의 언어로, 현재는 사멸했다. 인도유럽어족 게르만어파 북게르만어군에 속한다. 15세기 무렵 노르웨이에서 스코틀랜드로 오크니와 셰틀랜드의 지배권이 넘어가면서 스코트어로 바뀌어 자연소멸하였다. 현재도 스코트어나 스코틀랜드 영어에 차용어로 일부 흔적을 남기고 있다.

## 역사
9세기부터 섬에 노르드인이 정착하기 시작했다고 추정된다. 정착민들은 아이슬란드나 페로 제도의 이주민처럼 대부분 노르웨이 서해안에서 넘어왔을 것이다. 오크니와 셰틀랜드는 각각 1468년, 1469년에 스코틀랜드의 제임스 3세의 지배로 들어갔고, 이후 섬의 언어는 노른어에서 스코트어로 대체되기 시작했다. 노른어가 언제 사라졌는지는 정확히 알려져 있지 않다. 일부 주장에 따르면 노른어의 마지막 화자가 19세기까지 있었다고 하나, 18세기 끝무렵까지는 거의 생명이 다하여 죽은 것으로 보인다.(Price 1984: 203)

## 같이 보기
- 튜턴족 법